# خفاش بال‌خمیده لویالتی
خفاش بال‌خمیده لویالتی (نام علمی: Miniopterus robustior) نام یک گونه از سرده خفاش‌های بال‌خمیده است.